# 張秀吉
張 秀吉（チャン・スギル、? - 2013年11月）は、朝鮮民主主義人民共和国の政治家、軍人。朝鮮人民軍中将であり、朝鮮労働党中央行政部副部長であった。張成沢の側近であり、2013年11月に張と共に処刑された。

## 生涯
張秀吉の生涯には不明な点が多いが、報告によれば、朝鮮民主主義人民共和国国務委員会人民保安部出身とされる。2012年8月に平壌のセラミックタイル工場の竣工式に参加したことが北朝鮮メディアによって報道された。2013年2月、張は朝鮮人民軍中将に昇格した。また、朝鮮労働党中央行政部のために外貨を稼ぐ職務に従事した。しかし、2013年11月に張成沢、李龍河とともに腐敗及び反党の罪で処刑された。